# Lamprocryptus caudatus
Lamprocryptus caudatus là một loài tò vò trong họ Ichneumonidae.